# Hommelbijvlieg
De hommelbijvlieg (Eristalis intricaria) is een insect uit de familie Syrphidae (Zweefvliegen). De wetenschappelijke naam van de soort werd gepubliceerd in 1758 door Carl Linnaeus in de tiende editie van Systema naturae.

## Algemeen
De hommelbijvlieg is een zeer algemene zweefvlieg in heel Nederland. Het insect lijkt op een hommel.

## Uiterlijk
Het lichaam is vrij breed en vrij behaard net zoals dat van een echte hommel. Het borststuk is zwart en deels bruin. Het achterlijf bij het vrouwtje is zwart met wit. Bij het mannetje is het achterlijf net als dat van de meeste bijvliegen bruin met zwart.

## Vliegtijd
De vliegtijd van de hommelbijvlieg in Nederland is meestal tussen april en september.